# ジャン・フルニエ
ジャン・フルニエ（Jean Fournier, 1911年7月3日 - 2003年7月9日）は、フランスのヴァイオリン奏者。

## 生涯
1911年、パリ生まれ。パリ音楽院でアルフレッド・ブランのクラスに入り、ジョルジェ・エネスク、ボリス・カメンスキーやジャック・ティボーの薫陶を受けた。1941年から演奏活動を開始し、1958年には来日している。
1962年から1994年までモーツァルテウム音楽院の夏期講習にヴァイオリン講師として参加し、1966年から1979年まで母校のパリ音楽院で教鞭をとった。
カーンにて没。

## 家族・親族
- 1957年にはピアノ奏者ジネット・ドワイアンと結婚している[3]。
- チェリストのピエール・フルニエの弟。